# Julian Lider
Julian Lider (ur. 26 lutego 1918 w Łodzi, zm. 1988) – polski historyk, politolog, pułkownik Ludowego Wojska Polskiego.

## Życiorys
W okresie II wojny światowej przebywał w ZSRR. Tam ukończył fizykę na uniwersytecie w Gorki. Następnie od 1944 żołnierz 2 Armii Wojska Polskiego, oficer pionu polityczno-wychowwczego. W latach 1947–1949 pracował w Głównym Zarządzie Politycznym Wojska Polskiego, 1949-1952 wydawnictwo MOn "Prasa Wojskowa". W okresie 1952–1963 pracownik wydawnictwa MON (1952-1957 redaktor działu Wydawnictw Politycznych). W latach 1963–1968 redaktor "Żołnierza Wolności". Na fali antysemickiej nagonki po wydarzeniach marcowych zwolniony ze służby. Wyemigrował w 1972 do Szwecji. Został zdegradowany przez ministra obrony narodowej Wojciecha Jaruzelskiego do stopnia szeregowca w 1974 roku.

## Wybrane publikacje
- (współautorzy: S. Bojko, W. Kalicki), ZSRR w cyfrach: najważniejsze wiadomości o Związku Radzieckim, Warszawa: "Prasa Wojskowa" 1947 (wyd. 2 - 1950).
- Z.S.R.R. w odbudowie, Warszawa: Książka 1947.
- Dyplomacja dolarowa, Warszawa: "Płomienie" 1948.
- (współautorzy: S. Bojko, W. Kalicki), Wielka Brytania w cyfrach: najważniejsze wiadomości o Wielkiej Brytanii, Warszawa: "Prasa Wojskowa" 1948.
- Pogadanki o dialektyce i materializmie, Warszawa: Państwowy Instytut Wydawniczy 1949 (wyd. 2 - 1949; wyd. 3 - 1949, wyd. 4  przejrzane i uzupełnione - 1949, wyd. 5 przejrz. i uzup. - 1951, wyd. 6 przejrz. i uzup. - 1951,
- Czechosłowacja w cyfrach, pod red. J. Lidera i S. Bojko, Warszawa: Wydawnictwo "Prasa Wojskowa" 1950.
- Czynniki zwycięstwa: o stałych czynnikach decydujących o wyniku wojny, Warszawa: Wydawnictwo Ministerstwa Obrony Narodowej 1951 (wyd. 2 - 1952).
- Marksizm-leninizm o ojczyźnie i patriotyźmie, Warszawa: Wydawnictwo Ministerstwa Obrony Narodowej 1951.
- (współautor: E. Słuczański), Nasza konstytucja: materiały pomocnicze do nauki o konstytucji dla szkoły ogólnokształcącej, Warszawa: Państwowe Zakłady Wydawnictw Szkolnych 1952 (wyd. 2 - 1952, wyd. 3 - 1953, wyd. 4 - 1954, wyd. 5 - 1956).
- O imperialistycznej ideologii wojennej, Warszawa: Wydawnictwo Ministerstwa Obrony Narodowej 1959.
- Armie ludowe: historia, fakty, ludzie, Warszawa: Wydawnictwo Ministerstwa Obrony Narodowej 1960 (Wyd. 2 popr. i uzup. - 1965).
- NATO: szkice o historii i doktrynie, Warszawa: Wydawnictwo Ministerstwa Obrony Narodowej 1961 (przekład czeski: NATO - historie, doktrína, z pol. orig. přel. Michaela Ditmarová, Praha: Naše vojsko 1964; przekład bułgarski: NATO - očerci istoriâta i doktrinata, prev. ot pol. Kuô M. Kuev, Sofiâ: Izdat. na nacional. sàvet na otečestve front. 1964; przekład rosyjski: NATO - očerki istorii i doktriny, sokraŝennyj perev. s pol. A. Panfilova, predisl. B. Haloši, Moskva: Politizdat 1964).
- Doktryna wojenna Stanów Zjednoczonych: szkice z historii 1945-1962, Warszawa: "Książka i Wiedza" 1963 (przekład węgierski: Az Egyesült Államok katonai doktrínája: történelmi vázlatok (1945-1965), ford. Pálos Tamás, Budapest: Kossuth Kiadó 1966).
- Doktryna wojenna i polityka wojskowa W. Brytanii: szkice z historii 1945-1964, Warszawa: Wydawnictwo Ministerstwa Obrony Narodowej 1964.
- Niemiecka Republika Federalna a NATO, Warszawa: Zachodnia Agencja Prasowa 1965 (przekład francuski: Bonn e la NATO, trad. Zbigniew Zawadzki, Warszawa: Zachodnia Agencja Prasowa 1965; przekład angielski: West Germany in NATO, tł. Marek Łatoński, Warszawa: Zachodnia Agencja Prasowa 1965.
- Myśl polityczno-wojskowa Niemieckiej Republiki Federalnej: 1949-1965, Warszawa: Książka i Wiedza 1966.
- Projekt reform NATO, Warszawa: Polski Instytut Spraw Międzynarodowych 1966.
- Wojny i doktryny XX wieku, Warszawa: Wiedza Powszechna 1966.
- Zachód a rozbrojenie: problemy rozbrojenia w myśli polityczno-wojskowej państw NATO, Warszawa: Zachodnia Agencja Prasowa 1966.
- Co dalej, NATO?, Warszawa: "Czytelnik" 1967.
- Teoria eskalacji w świetle prasy i literatury USA w latach 1965-1966, Warszawa : Polski Instytut Spraw Międzynarodowych. Zakład Rozwiniętych Krajów Kapitalistycznych, 1967.
- Problemy integracji wojskowej na Zachodzie, Poznań: Instytut Zachodni 1968.
- Ludzie i doktryny: o teoretykach i doktrynach wojennych Zachodu, Warszawa: "Iskry" 1969.
- "Pax Americana" doktryna polityczno-wojskowa USA w działaniu 1961-1969, Warszawa: "Książka i Wiedza" 1969.
- Zmierzch imperium, Warszawa: "Czytelnik" 1970.
- Nowe tendencje w myśli polityczno-wojskowej NRF: 1966-1969, Wrocław: Zakład Narodowy im. Ossolińskich 1971.
- On the nature of war, Farnborough: Saxon House 1979.
- Correlation of forces: an analysis of Marxist-Leninist concepts, Aldershot: Gower 1986.